# Тетраграф
Тетраграф (від грец. τετρα-, tetra- «чотири» та γράφω, gráphō «писати») — послідовність із чотирьох літер, які використовуються для позначення одного звуку (фонеми) або комбінації звуків, які необов'язково відповідають окремим значенням букв.
У німецькій мові, наприклад, тетраграф tsch позначає той самий звук, що й англійський диграф ch. В англійській мові немає тетраграфів у рідних словах (за винятком хіба що тетраграфа ough у таких словах, як through), але, наприклад, справжнім тетраграфом є chth, який зустрічається на початку таких слів грецького походження, як-от chthonian.
Фонеми певної мови, для запису яких доводиться використовувати кілька символів, часто є ознакою того, що або ці фонеми, або взагалі писемність є чужорідними для цієї мови. Наприклад, у кириличних абетках, розроблених для кавказьких мов, які фонологічно суттєво відрізняються від слов'янських, широко використовуються диграфи й триграфи, а в кабардинській є навіть тетраграф кхъу для звука /q͡χʷ/. У романізованій народній абетці, створеній для мов хмонг, є три тетраграфи: nplh, ntsh і ntxh для позначення складних приголосних.

## Список тетраграфів

### Латиниця

#### Англійська мова
Більшість англійських тетраграфів позначають голосні звуки:
- ⟨aigh⟩ вимовляється /eɪ/, як у слові straight.
- ⟨aire⟩ відповідно до англійської літературної вимови (RP), вимовляється /ɛː/, як у слові millionaire.
- ⟨arre⟩ відповідно до RP вимовляється /ɑː/, як у слові bizarre.
- ⟨arrh⟩ відповідно до RP вимовляється /ɑː/, як у слові catarrh.
- ⟨augh⟩ вимовляється /ɔː/, як у слові caught.
- ⟨ayer⟩ відповідно до RP вимовляється /ɛː/, як у слові prayer.
- ⟨ayor⟩ відповідно до RP вимовляється /ɛː/, як у слові mayor.
- ⟨eigh⟩ має три різні вимови: /eɪ/ як у слові weigh, /aɪ/ як у слові height, та /iː/ як у слові Leigh.
- ⟨ough⟩ має десять різних вимов, п'ять із яких утворюють голосні: /aʊ/ як у слові drought, /ɔː/ як у слові bought, /oʊ/ як у слові though, /uː/ як у слові through, and /ə/ як у слові thorough.
- ⟨ueue⟩ вимовляється /juː/, як у слові queue.
- ⟨yrrh⟩ відповідно до RP вимовляється /ɜː/, як у слові myrrh.

Існує чотири приклади тетраграфів голосних, які зустрічаються лише у власних назвах:
- ⟨eare⟩ відповідно до RP вимовляється /ɪə/, як у слові Shakespeare.
- ⟨orce⟩ відповідно до RP вимовляється /ʊ/, як у слові Worcestershire.
- ⟨oore⟩ відповідно до RP вимовляється /ɔː/, як у слові Moore.
- ⟨ughe⟩ вимовляється /juː/, як у слові Hughes.

В англійській мові існують три тетраграфи приголосних, які частіше звучать як два окремі диграфи. Проте коли вони використовуються на початку слова, вони стають одним звуком:
- ⟨chth⟩ вимовляється /θ/ як у слові chthonian. Вимовляється як два диграфи /kθ/ у слові autochthonous.
- ⟨phth⟩ вимовляється /θ/ як у слові phthisis. Вимовляється як два диграфи /fθ/ (або /pθ/ by some) у слові diphthong.
- ⟨shch⟩ вимовляється /ʃ/ як у слові shcherbakovite, мінерал, названий на честь російського геохіміка й мінералога Дмитра Івановича Щербакова [ru]. Використовується як транскрипція кириличної літери Щ і зазвичай читається як два окремі диграфи /ʃ.t͡ʃ/ як у слові pushchairs або /s.t͡ʃ/ як у слові Pechishche, топонім у Білорусі.

#### Аранта
Аранта — одна з мов австралійських аборигенів. Тетраграфами в аранті транскрибуються окремі приголосні, значною мірою передбачувані за їхніми компонентами.
- ⟨kngw⟩ використовується для звука /ᵏŋʷ/
- ⟨rtnw⟩ використовується для звука /ʈɳʷ/
- ⟨thnw⟩ та ⟨tnhw⟩ використовуються для звука /ᵗ̪n̪ʷ/
- ⟨tnyw⟩ використовується для звука /ᶜɲʷ/

#### Ірландська мова
Між двома велярними приголосними:
- ⟨adha⟩ та ⟨agha⟩ вимовляються [əi̯] (у графстві Донегол [eː]).
- ⟨abha⟩, ⟨amha⟩, ⟨obha⟩, ⟨odha⟩, ⟨ogha⟩ вимовляються [əu̯] (у графстві Донегол [oː]).
- ⟨omha⟩ вимовляється [oː].

Між двома палаталізованими приголосними:
- ⟨eidh⟩ та ⟨eigh⟩ вимовляються [əi̯].

Між відкритим і закритим приголосними:
- ⟨aidh⟩ та ⟨aigh⟩ вимовляються [əi̯] (у графстві Донегол [eː]).
- ⟨oidh⟩ та ⟨oigh⟩ вимовляються [əi̯].

Між закритим і відкритим приголосними:
- ⟨eabh⟩ та ⟨eamh⟩ вимовляються [əu̯] (у графстві Донегол [oː]).
- ⟨eadh⟩ вимовляються [əi̯] (у графстві Донегол [eː]) між закритим і відкритим приголосними, або для ненаголошеного [ə] в кінці слова.

#### Німецька мова
- ⟨dsch⟩ вимовляється [d͡ʒ] у запозичених словах, як-от Dschungel Aserbaidschan, Tadschikistan, Kambodscha та Dschingis Khan.
- ⟨tsch⟩ вимовляється [t͡ʃ]. Це відносно рідкісна фонема в німецькій мові, але вона з'являється в деяких дуже поширених словах, як-от deutsch, Deutschland, Tschechien та tschüss.
- ⟨zsch⟩ використовується для звука [t͡ʃ] у кількох німецьких іменах, як-от Zschopau та Zschorlau.

#### Французька мова
- ⟨illi⟩ використовується для запису звука [j] у кількох словах, як-от myrtillier [miʁtije].

Крім того, триграфи у французькій мові іноді супроводжуються невимовними літерами, і ці послідовності можна сплутати з тетраграфами:
- ⟨cque⟩ вимовляється [k] у таких словах, як-от grecque та Mecque, де триграф cqu супроводжується суфіксом жіночого роду e.
- ⟨eaux⟩ вимовляється [o], якщо невимовний суфікс множини x додається до триграфа eau.

#### Хмонг
В англійській літературній вимові є кілька послідовностей із чотирьох літер, якими транскрибують те, що може бути й окремими приголосними. Однак їх вимова передбачувана за складовими частинами. Усі вони починаються з преназалізованого приголосного ⟨n⟩ і закінчуються аспірованим ⟨h⟩. Між ними міститься диграф ⟨dl⟩ /tˡ/, ⟨pl⟩ /pˡ/, ⟨ts⟩ /ʈ͡ʂ/ або ⟨tx⟩ /t͡s/, який можна передбачити.
- ⟨ndlh⟩ вимовляється /ndˡʱ/.
- ⟨nplh⟩ вимовляється /mbˡʱ/.
- ⟨ntsh⟩ вимовляється /ɳɖʐʱ/.
- ⟨ntxh⟩ вимовляється /ndzʱ/.

#### Інші мови на основі латиниці
- ⟨eeuw⟩ та ⟨ieuw⟩ використовуються у нідерландській мові для звуків [eːu̯] та [iːu̯] як у словах sneeuw та nieuw. Окремо ⟨Uw⟩ передає звук [yːu̯], отже, ці послідовності букв не є передбачуваними.
- ⟨gqxʼ⟩ використовується в орфографії мови к'хонг, де представляє дзвінкий африкат [ɢqχʼ].
- ⟨ng'w⟩ використовується для звука [ŋʷ] в абетках на основі суахілі. Однак апостроф у суахілі є діакритичним знаком, а не буквою, тому це не справжній тетраграф.
- ⟨s-ch⟩ використовується в путерській орфографії романшської мови (нею розмовляють у Верхньому Енгадіні у Швейцарії) для послідовності /ʃtɕ/, тоді як схожий триграф ⟨sch⟩ позначає звуки /ʃ/ and /ʒ/. Він не є частиною орфографії романшської, але використовується в топонімах на кшталт S-chanf (Щанф), а також у путерській орфографії, яку з 2011 року знову почали використовувати в школах на місцевому рівні.
- ⟨thsh⟩ використовується у мові коса для запису звука [tʃʰ]. Його часто замінюють неоднозначним триграфом ⟨tsh⟩.
- ⟨tth’⟩ використовується в різних північно-атабасканських мовах для запису звука [t̪͡θʼ] — зубного вигуку-аффриката.

### Кирилиця
У кирилиці, яка використовується в кавказьких мовах, є тетраграфи як подвоєні диграфи, що використовуються для «сильних» приголосних (зазвичай транскрибуються в Міжнародному фонетичному алфавіті як здвоєні), а також лабіалізовані гомологи триграфів.

#### Аварська мова
- ⟨кӏкӏ⟩ використовується для звука [kʼː], «сильного» гомолога ⟨кӏ⟩ [kʼ], абруптивного (⟨ӏ⟩) гомолога ⟨к⟩ [k]. Часто заміняється на ⟨кӏ⟩ [kʼ].
- ⟨цӏцӏ⟩ використовується для звука [tsʼː]. Часто заміняється на ⟨цӏ⟩ [tsʼ].
- ⟨чӏчӏ⟩ використовується для звука [tʃʼː]. Часто заміняється на ⟨чӏ⟩ [tʃʼ].

#### Арчинська мова
- ⟨гъӏв⟩ використовується для звука [ʁʷˤ]
- ⟨ккъӏ⟩ використовується для звука [qːʼˤ]
- ⟨къIв⟩ використовується для звука [qʼʷˤ]
- ⟨ллъв⟩ використовується для звука [ɬːʷ]
- ⟨ххьI⟩ використовується для звука [χːˤ]
- ⟨хъIв⟩ використовується для звука [qʷˤ ]
- ⟨хьIв⟩ використовується для звука [χʷˤ]

#### Кабардинська мова
- ⟨кхъу⟩ використовується для звука [qʷ], лабіалізованого гомолога триграфа ⟨кхъ⟩ [q], який, своєю чергою, походить від викиду диграфа ⟨къ⟩ [qʼ].

### Канадська силабіка
В інуктитутському складовому письмі є серія триграфів для ŋ, за якими йде голосна. Для здвоєного ŋŋ це тетраграфи форми з n:
- ᙱ ŋŋi, ᙳ ŋŋu, ᙵ ŋŋa

Це буквально nnggi, nnggu, nngga.